# Alfred Lessing (Musiker)

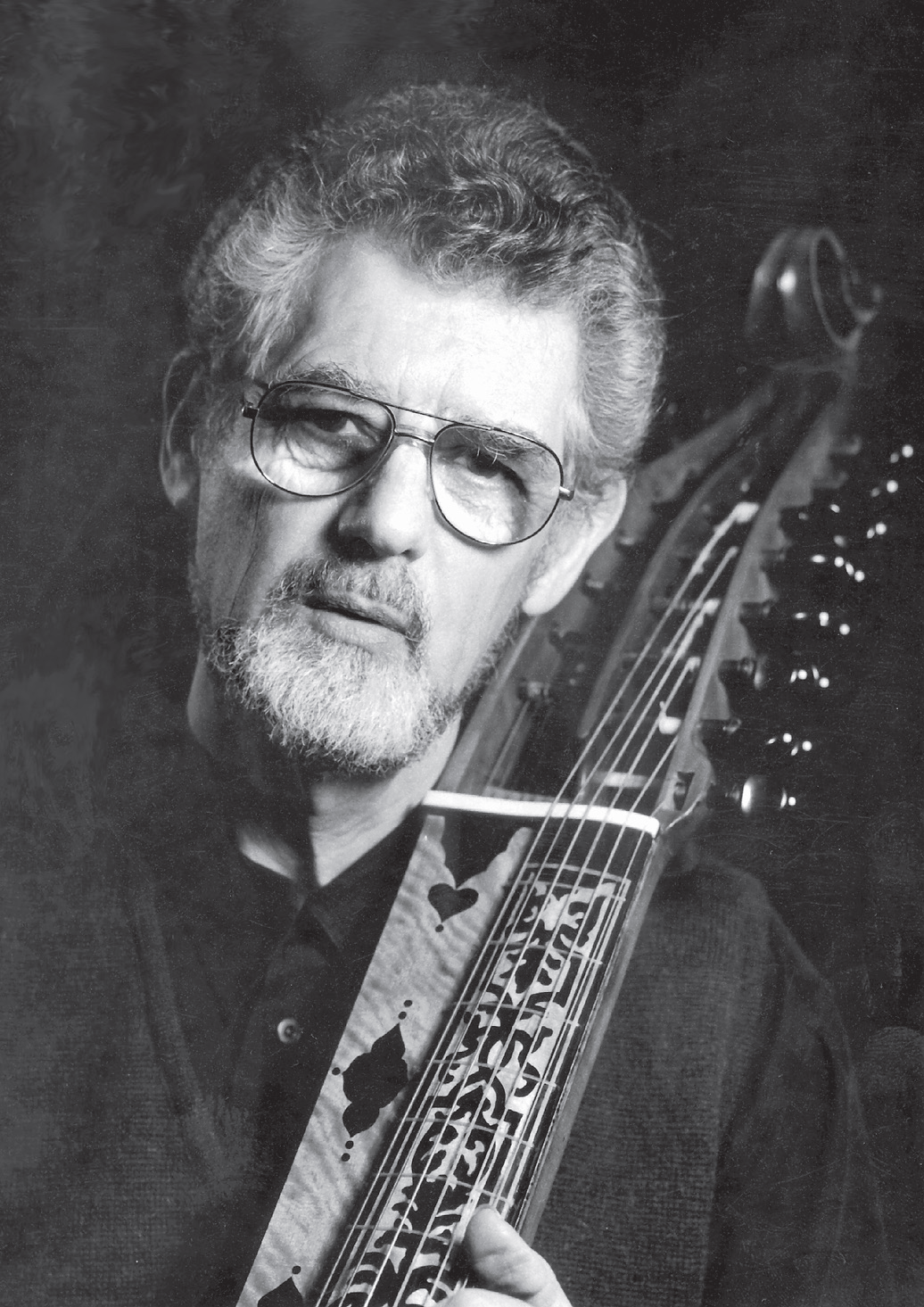
Alfred Lessing 1992

Alfred Lessing (* 10. September 1930 in Duisburg; † 15. Januar 2013 in Düsseldorf) war ein deutscher Cellist und Gambist. Er spielte neben Violoncello auch Violoncello piccolo, Viola da gamba, Arpeggione und Baryton.

## Leben
Lessing begann sein Musikstudium am Konservatorium seiner Heimatstadt Duisburg. Nach dem Abschluss mit der staatlichen Musiklehrerprüfung im Hauptfach Violoncello setzte er das Studium an der Musikhochschule Köln bei Adolf Steiner fort.
1955 wurde Lessing Mitglied des Sinfonieorchesters der Stadt Duisburg. Er war anschließend von 1961 bis 1995 Cellist bei den Düsseldorfer Symphonikern (Deutsche Oper am Rhein).
Als Solist und in Kammerorchestern (u. a. Deutsche Bachsolisten, Stuttgarter Bach-Collegium) ist Lessing in fast allen europäischen Ländern aufgetreten und hat an Konzertreisen nach Südafrika, Australien, in die Vereinigten Staaten und nach Japan teilgenommen. Er wirkte bei zahlreichen Schallplatten- und Rundfunkaufnahmen mit.
Von 1953 bis 1966 hatte er einen Lehrauftrag für Viola da gamba am Konservatorium der Stadt Duisburg, von 1965 bis 1972 an der Folkwang-Universität in Essen. Im Jahr 1974 erhielt er einen Lehrauftrag an der Robert Schumann Hochschule in Düsseldorf, den er bis 1994 ausführte.
Das von Lessing gegründete und geleitete Ensemble „Divertimento da camera“ musizierte hauptsächlich als Trio. Im Mittelpunkt der Kammermusik-Programme standen Baryton-Divertimenti von Joseph Haydn.
Alfred Lessing konzertierte mit renommierten Sängern: Lore Fischer, Emmy Lisken, Mechthild Georg, Eva Bornemann, Hanna Schwarz, Marga Höffgen, Julia Hamari, Helmut Krebs, Peter Schreier, Helmut Kretschmar, Christa Ludwig, Theo Adam, Kim Borg, Hermann Prey und Nicolai Gedda.
In Verbindung mit der Musizierpraxis und instrumentenkundlichen Studien befasste sich Alfred Lessing mit der Restaurierung alter Musikinstrumente sowie der Neuanfertigung nach historischen Vorbildern. Bei der Auftragsanfertigung der Arpeggione durch Henning Aschauer konnte Alfred Lessing durch aktive Mitarbeit erste Erfahrungen des Geigenbaus sammeln. Ab 1975 bis 2012 baute er selbst über 20 Instrumente, darunter Diskant-, Alt- und Bassgamben, Violoncelli, Barockbarytone und Arpeggione.

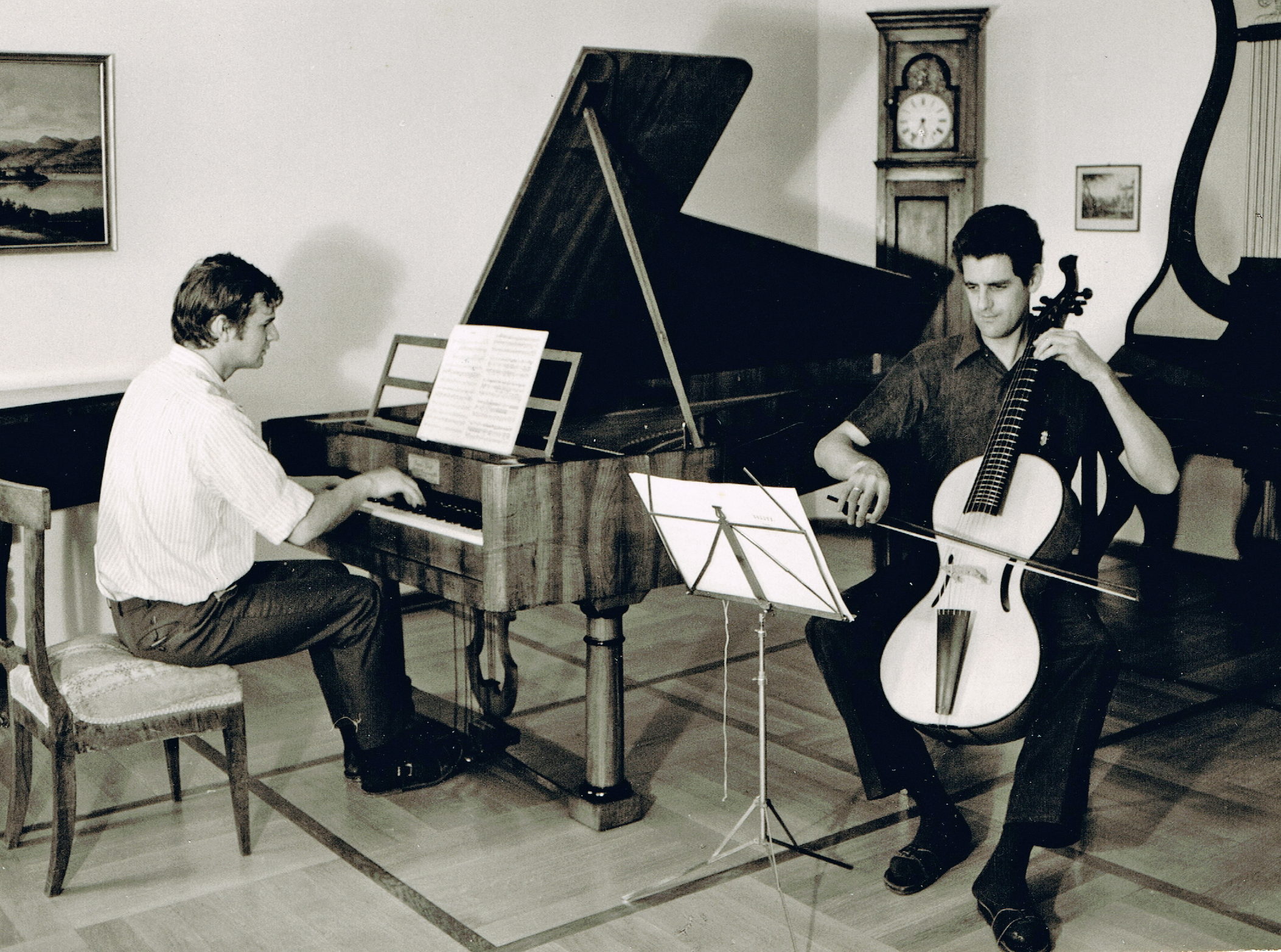
Alfred Lessing und Rolf Junghanns am 17. Oktober 1971 in Wasenweiler

Schon am Beginn seiner musikalischen Laufbahn zeigte er besonderes Interesse für historische Streichinstrumente und konzertierte seitdem mit Viola da gamba, Baryton (Viola di bordone) und Violoncello piccolo, ab 1970 auch mit dem Gitarren-Violoncello (Arpeggione). Wesentliche Impulse und Förderung sowie Einladungen zu gemeinsamen Konzerten erhielt er durch August Wenzinger und Johannes Koch.
Die musikalische Zusammenarbeit mit Fritz Neumeyer und dessen Schüler Rolf Junghanns führte zur Verwirklichung der lange gehegten Idee, die sogenannte Arpeggione-Sonate von Franz Schubert authentisch aufzuführen. Das öffentliche Konzert bei Neumeyer in Wasenweiler am 17. Oktober 1971 war möglicherweise die erste originale Aufführung seit Schuberts Zeiten. Die Interpreten waren Lessing an einem von Henning Aschauer nachgebauten Arpeggione und Junghanns an einem historischen Hammerflügel. Ein weiteres Konzert in dieser Besetzung fand am 10. Februar 1972 auf Originalinstrumenten des Musikinstrumentenmuseums Berlin statt.

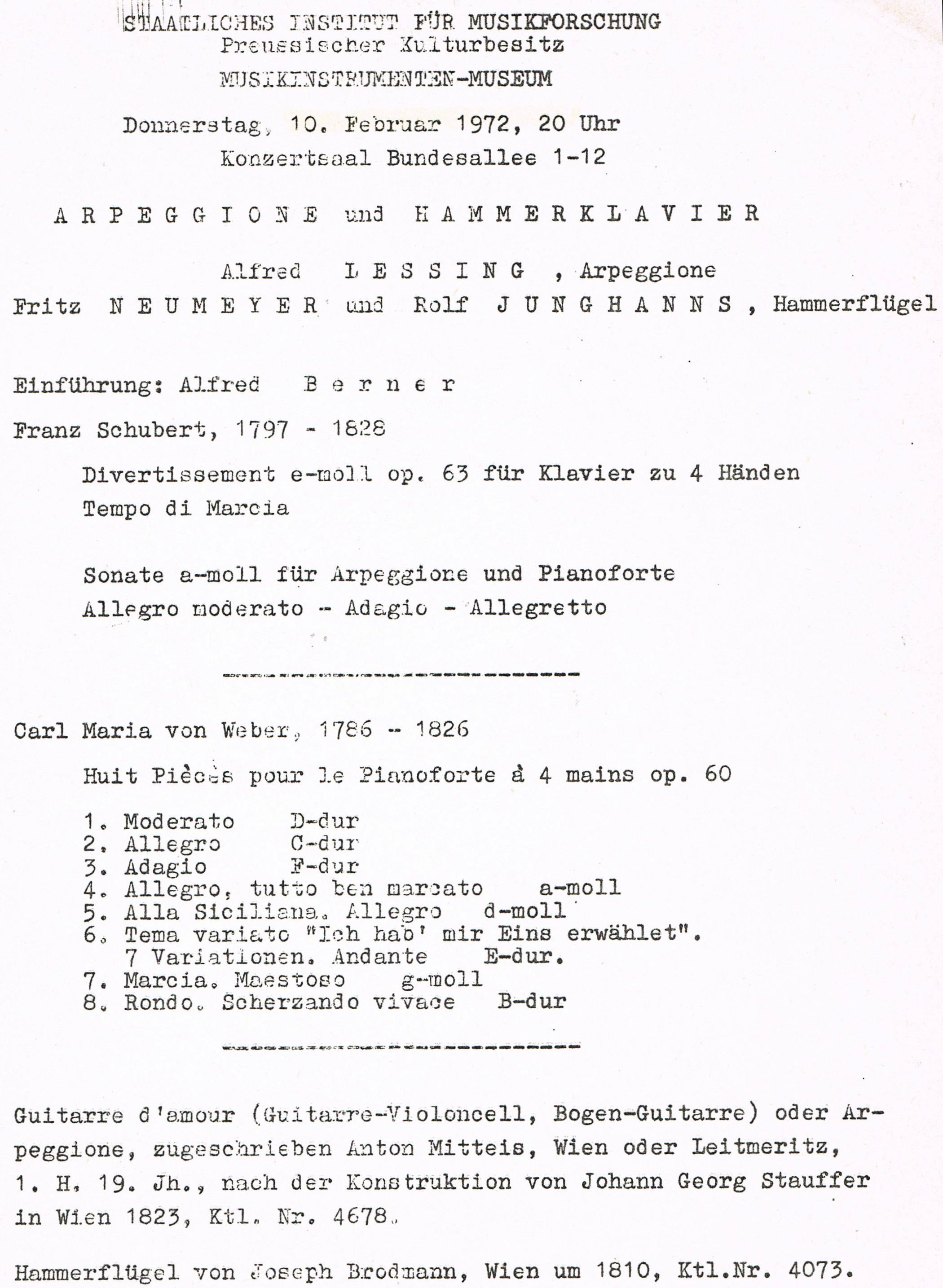
Programm des Konzerts am 10. Februar 1972 in Berlin

Am 14. Oktober 1972 fand die Direktübertragung eines Konzert, unter anderem mit der Sonate in a-Moll für Arpeggione und Klavier (D821) von Franz Schubert im WDR-Nachtprogramm statt (mit Jörg Demus am Hammerflügel). Seitdem folgten noch über 20 Aufführungen der Sonate in Deutschland, den Niederlanden, Schweden, Österreich und Italien.
Zusammen mit dem belgischen Pianisten Jozef de Beenhouwer nahm Lessing 2000 die Sonate auf, er spielte einen originalgetreuen Arpeggione, Beenhouwer einen 1824 in Wien hergestellten Flügel von Conrad Graf.
Lessings 70. Geburtstag wurde mit einem Symposium (Düsseldorf 2000) und einer Festschrift zum Thema „Viola da gamba, Baryton, Arpeggione“ sowie einer Ausstellung (Düsseldorf 2001) begangen.